# Dianthus aphanoneurus
Dianthus aphanoneurus  är en nejlikväxt som först beskrevs av Karl Heinz Rechinger, och fick sitt nu gällande namn av M. L. Kuzmina.

## Beskrivning
Dianthus aphanoneurus ingår i släktet nejlikor, och familjen nejlikväxter. 
Inga underarter finns listade i Catalogue of Life.

## Etymologi
- Släktnamnet Dianthus härleds från grekiska Διός, Dios (ett alternativt namn till guden Zeus) och ἀνθός, anthos = blomma. Betydelsen blir sålunda Zeus blomma. I överförd bemärkelse kan det även förstås som gudomlig blomma.